# Melisa Garat
Melisa Garat (Bahía Blanca, 29 de octubre de 1989) es una bailarina de ballet, modelo, y actriz argentina. Ha sido bailarina de ballet en el American Ballet Theatre, ha desfilado para las pasarelas de las marcas de moda Chanel y Louis Vuitton. En los últimos años ha realizado interpretaciones actorales para Nickelodeon, Disney Channel y Netflix. Es protagonista de "Don't come back alive" ("Mete miedo")estrenada durante 2022. Lanzó ‘Idun by Meli Garat', la primera marca de maquillaje libre de gluten en Argentina.

## Biografía
Melisa Garat, originaria de Bahía Blanca, estudió en el Teatro Colón y realizó talleres con Maximiliano Guerra y Julio Bocca. Posteriormente viajó al Nashville Ballet de Tennessee y alcanzó a tener un lugar en el American Ballet (New York) y el Royal Ballet (Londres). Luego fue convocada por la agencia NY Models y comenzó a modelar a la par del ballet, trabajando para firmas como Chanel y Louis Vuitton.

#### Actuación
Comienza a actuar para una serie infantojuvenil Heidi, bienvenida a casa como protagonista para Nickelodeon mundial. Se estrenó la primera temporada y posteriormente participó de la obra teatral de la serie en la calle Corrientes, en el Teatro Astral.
Fue nominada por los Kids' Choice Awards Argentina de la alfombra naranja de Nickelodeon por su interpretación de "Maxine G. LeBlanc".
Luego ha grabado la segunda temporada de la serie, bajo el título de Heidi, bienvenida al show que fue emitida por Disney Channel de España.
A partir de 2019 la serie Heidi, bienvenida a casa estrenada en 2017 en Nickelodeon y luego emitida por canales de Norteamérica, Reino Unido, Irlanda, Italia y España, vuelve a Argentina a través de la plataforma de contenidos Netflix.
Melisa fue convocada nuevamente por el canal Nickelodeon, como invitada especial, en su nueva serie juvenil, Kally's Mashup, interpretando a la profesora "Julia Ferro", la nueva villana de la segunda temporada.
Protagoniza la película "Don't come back alive" ("Mete miedo") que se estrenó durante 2022. 

## Televisión
| Año       | Título                   | Rol                   |
| --------- | ------------------------ | --------------------- |
| 2017-2019 | Heidi, bienvenida a casa | Maxine Garcia LeBlanc |
| 2018      | Kally's Mashup           | Profesora Julia Ferro |

## Cine
| Año  | Película   | Rol          |
| ---- | ---------- | ------------ |
| 2022 | Mete miedo | Camila Rivas |